# Кріс Венейблс
Кріс Венейблс (англ. Chris Venables, нар. 23 липня 1985, Шрусбері) — англійський футболіст, нападник, що провів усю ігрову кар'єру в першості Уельсу. Є одним з найрезультативніших гравців в історії цього турніру.

## Ігрова кар'єра
Народився 23 липня 1985 року в англійському Шрусбері, що неподалік кордону з Уельсом. Вихованець юнацької структури місцевого «Шрусбері Таун».
У дорослому футболі дебютував 2003 року у валлійській Прем'єр-лізі виступами за команду «Кайрсус», в якій провів чотири сезони. Згодом по одному сезону відіграв у тому ж турнірі за «Велшпул Таун» та «Аберіствіт Таун».
2009 року перейшов до «Лланеллі», де провів три з половиною сезони. У складі цієї команди здобув свій перший трофей — Кубок Уельсу 2010/11.
На початку 2013 року перебрався до команди «Аберіствіт Таун», у якій розкрився бомбардирський талант гравця — нападник, якому раніше не вдавалося забити за сезон більше 10 голів, в сезоні 2013/14 забив відразу 24 голи у ворота суперників по валлійській Прем'єр-лізі, ставши найкращим бомбардиром сезону. У двох наступних сезонах забив відповідно 28 і 20 голів, знову стававши найкращим снайпером турніру. 
Влітку 2016 року перейшов до лав «Бала Тауна». У новій команді регулярно відзначався забитими голами, однак у суперечці бомбардирів першості Уельсу учетверте у кар'єрі переміг лише в сезоні 2019/20, в якому відзначився 22 забитими голами. А вже наступного сезону став володарем цього титулу уп'яте, забивши 24 голи в національному чемпіонаті.

## Статистика виступів

### Статистика клубних виступів
Станом на 30 травня 2022
| Сезон                       | Команда                     | Чемпіонат                   | Чемпіонат | Чемпіонат | Національний кубок | Національний кубок | Національний кубок | Континентальні кубки | Континентальні кубки | Континентальні кубки | Усього | Усього |
| Сезон                       | Команда                     | Ліга                        | Ігор      | Голів     | Ліга               | Ігор               | Голів              | Ліга                 | Ігор                 | Голів                | Ігор   | Голів  |
| --------------------------- | --------------------------- | --------------------------- | --------- | --------- | ------------------ | ------------------ | ------------------ | -------------------- | -------------------- | -------------------- | ------ | ------ |
| 2003–04                     | «Кайрсус»                   | ПЛУ                         | ?         | ?         | КУ+КВЛ             | ?                  | ?                  | -                    | -                    | -                    | ?      | ?      |
| 2004–05                     | «Кайрсус»                   | ПЛУ                         | ?         | ?         | КУ+КВЛ             | ?                  | ?                  | -                    | -                    | -                    | ?      | ?      |
| 2005–06                     | «Кайрсус»                   | ПЛУ                         | ?         | ?         | КУ+КВЛ             | ?                  | ?                  | -                    | -                    | -                    | ?      | ?      |
| 2006–07                     | «Кайрсус»                   | ПЛУ                         | ?         | ?         | КУ+КВЛ             | ?                  | ?                  | -                    | -                    | -                    | ?      | ?      |
| Усього за «Кайрсус»         | Усього за «Кайрсус»         | Усього за «Кайрсус»         | 91        | 25        |                    | ?                  | ?                  | -                    | -                    | -                    | 91+    | 25+    |
| 2007–08                     | «Велшпул Таун»              | ПЛУ                         | 29        | 8         | КУ+КВЛ             | ?                  | ?                  | -                    | -                    | -                    | 29+    | 8+     |
| 2008–09                     | «Аберіствіт Таун»           | ПЛУ                         | 27        | 3         | КУ+КВЛ             | ?                  | ?                  | -                    | -                    | -                    | 27+    | 3+     |
| 2009–10                     | «Лланеллі»                  | ПЛУ                         | 31        | 6         | КУ+КВЛ             | 1+?                | 0+?                | ЛЄ                   | 2                    | 0                    | 34+    | 6+     |
| 2010–11                     | «Лланеллі»                  | ПЛУ                         | 26        | 2         | КУ+КВЛ             | 2+4                | 2+0                | ЛЄ                   | 2                    | 0                    | 34     | 4      |
| 2011–12                     | «Лланеллі»                  | ПЛУ                         | 31+2      | 10+0      | КУ+КВЛ             | 2+2                | 2+1                | ЛЄ                   | 1                    | 0                    | 38     | 13     |
| 2012-лют. 2013              | «Лланеллі»                  | ПЛУ                         | 12        | 1         | КУ+КВЛ             | ?+2                | ?+2                | ЛЄ                   | 2                    | 0                    | 16+    | 3+     |
| Усього за «Лланеллі»        | Усього за «Лланеллі»        | Усього за «Лланеллі»        | 100+2     | 19+0      |                    | 5+8                | 4+3                |                      | 7                    | 0                    | 122+   | 26+    |
| лют.-черв. 2013             | «Аберіствіт Таун»           | ПЛУ                         | 10        | 1         | КУ+КВЛ             | 0                  | 0                  | -                    | -                    | -                    | 10     | 1      |
| 2013–14                     | «Аберіствіт Таун»           | ПЛУ                         | 30        | 24        | КУ+КВЛ             | 4+?                | 5+0                | -                    | -                    | -                    | 34+    | 29     |
| 2014–15                     | «Аберіствіт Таун»           | ПЛУ                         | 27+2      | 28+2      | КУ+КВЛ             | 2+1                | 3+2                | ЛЄ                   | 2                    | 0                    | 34     | 35     |
| 2015–16                     | «Аберіствіт Таун»           | ПЛУ                         | 31        | 20        | КУ+КВЛ             | ?+1                | 0+1                | -                    | -                    | -                    | 32+    | 21     |
| Усього за «Аберіствіт Таун» | Усього за «Аберіствіт Таун» | Усього за «Аберіствіт Таун» | 125+2     | 76+2      |                    | 6+2                | 8+3                |                      | 2                    | 0                    | 137+   | 89+    |
| 2016–17                     | «Бала Таун»                 | ПЛУ                         | 30        | 8         | КУ+КВЛ             | 4+1                | 2+3                | -                    | -                    | -                    | 35     | 13     |
| 2017–18                     | «Бала Таун»                 | ПЛУ                         | 26        | 8         | КУ+КВЛ             | 1+?                | 0+0                | ЛЄ                   | 2                    | 1                    | 29+    | 9      |
| 2018–19                     | «Бала Таун»                 | ПЛУ                         | 27+2      | 12+0      | КУ+КВЛ             | 2+1                | 2+1                | ЛЄ                   | 2                    | 0                    | 34     | 15     |
| 2019–20                     | «Бала Таун»                 | ПЛУ                         | 25        | 22        | КУ+КВЛ             | 1+4                | 0+1                | -                    | -                    | -                    | 30     | 23     |
| 2020–21                     | «Бала Таун»                 | ПЛУ                         | 31        | 24        | -                  | -                  | -                  | ЛЄ                   | 2                    | 1                    | 33     | 25     |
| 2021–22                     | «Бала Таун»                 | ПЛУ                         | 18        | 8         | КУ+КВЛ             | 4+3                | 9+1                | ЛЄ                   | 2                    | 0                    | 27     | 17     |
| Усього за «Бала Таун»       | Усього за «Бала Таун»       | Усього за «Бала Таун»       | 157+2     | 83+0      |                    | 11+9               | 13+6               |                      | 8                    | 2                    | 188+   | 98     |
| Усього за кар'єру           | Усього за кар'єру           | Усього за кар'єру           | 502+6     | 210+2     |                    | 22+19              | 25+12              |                      | 17                   | 2                    | 567+   | 249+   |

## Титули і досягнення

### Командні
- Володар Кубка Уельсу (2):

«Лланеллі»: 2010-2011
«Бала Таун»: 2016-2017

### Особисті
- Найкращий бомбардир Прем'єр-ліги Уельсу (5):

2013-2014 (24 голи), 2014-2015 (28 голів), 2015-2016 (20 голів), 2019-2020 (22 голи), 2020-2021 (24 голи)